# Alberto Schiatti
Alberto Schiatti (Ferrara, 1550 (?) – Ferrara, 1586) è stato un architetto italiano.

## Biografia
Alberto Schiatti nacque a Ferrara e come architetto fu stimato da altri architetti attivi in quel periodo presso gli Este come Galasso Alghisi, attivo alla corte di Alfonso II d'Este. Venne considerato un continuatore delle opere di Terzo Terzi e di Girolamo da Carpi. Morì a Ferrara nel 1586.

## Opere

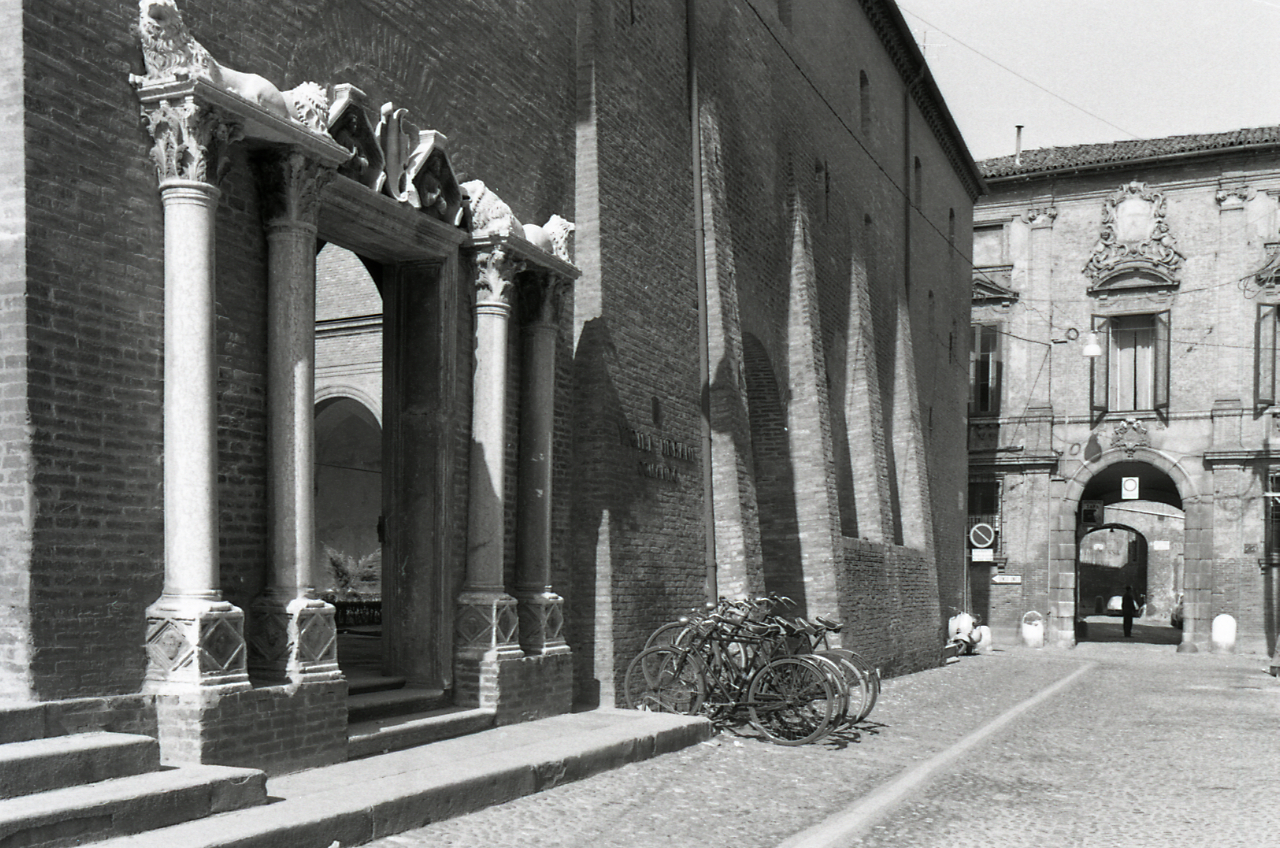
Piazzetta Schiatti in una servizio di Paolo Monti su Ferrara del 1969 (BEIC 6330779)

Alberto Schiatti fu attivo in particolare a Ferrara, e lavorò spesso alla ristrutturazione e al recupero di edifici storici cittadini. Fu espressione del manierismo emiliano.
- Castello Estense. La struttura del castello subì danni rilevanti dopo il grave incendio che lo colpì nel 1554. Gli interventi di ristrutturazione furono affidati prima a Girolamo da Carpi e poi ad Alberto Schiatti.[2]
- Chiesa di San Paolo. La chiesa fu danneggiata dal terremoto del 1570 e fu restaurata e ricostruita su suo progetto.[3][4]
- Chiesa di Santa Maria della Visitazione. Anche questa chiesa fu danneggiata dal terremoto del 1570 fu restaurata e ricostruita su suo progetto.
- Chiesa di Santa Francesca Romana. La chiesa venne costruita nel 1619 su suo disegno e terminata nel 1622 da Giovan Battista Aleotti.
- Palazzo Avogli Trotti. Venne progettato da Alberto Schiatti nel XVI secolo. Dopo il terremoto di Ferrara del 1570 il palazzo venne seriamente danneggiato e la sua facciata fu oggetto di un intervento di recupero affidato a Giovan Battista Aleotti.[5][6]
- Chiesa del Gesù. L'attribuzione del progetto non è certa, ed è possibile sia opera di Giovanni Tristano.[7][8]

Schiatti fu apprezzato anche i suoi disegni di grande qualità e l'architetto potrebbe essere l'autore di alcuni dei lavori raccolti nel codice Borromeo che appartenne a Giovan Battista Aleotti.

## Riconoscimenti
All'architetto ferrarese è dedicata la piazzetta Alberto Schiatti sulla quale si affaccia la chiesa di San Paolo. Schiatti si dedicò al recupero della chiesa che venne seriamente danneggiata dal terremoto di Ferrara del 1570.